# 施泰嫩布龙
施泰嫩布龙是德国巴登-符腾堡州的一个市镇。总面积9.72平方公里，总人口6085人，其中男性3087人，女性2998人（2011年12月31日），人口密度626人/平方公里。